# Harpactea colchidis
Harpactea colchidis là một loài nhện trong họ Dysderidae.
Loài này thuộc chi Harpactea. Harpactea colchidis được miêu tả năm 1978 bởi Brignoli.